# Haapajärvi (sjö i Finland, Södra Savolax, lat 62,07, long 27,37)
Haapajärvi är en sjö i Finland. Den ligger i kommunen Pieksämäki i landskapet Södra Savolax, i den södra delen av landet, 250 km nordost om huvudstaden Helsingfors. Haapajärvi ligger 105,1 meter över havet. Den ligger vid sjön Kangasjärvi. I omgivningarna runt Haapajärvi växer i huvudsak blandskog. Den är 10,2 meter djup. Arean är 7,18 kvadratkilometer och strandlinjen är 58,12 kilometer lång. Sjön  ingår i Vuoksens huvudavrinningsområde. 